# گیلبرت رنو
گیلبرت رنو (انگلیسی: Gilbert Renault؛ ۶ اوت ۱۹۰۴ – ۲۹ ژوئیهٔ ۱۹۸۴) نویسنده اهل فرانسه بود.
وی از اعضای مقاومت فرانسه بود و برندهٔ جوایزی همچون لژیون دونور (فرمانده)، صلیب جنگ ۱۹۴۵–۱۹۳۹ (فرانسه) و نشان لیبراسیون شده‌است.